# Великая борьба (книга)
Книга «Великая борьба» написана Эллен Уайт (Ellen Gould White), одним (одной) из основателей Церкви Адвентистов Седьмого Дня.
Впервые опубликована в 1858 г.
В книге «Великая борьба» она описывает тему Великой борьбы между добром и злом, Иисусом Христом и сатаной.
«Великая борьба» — одна из самых значимых книг после Библии для членов церкви Адвентистов седьмого дня на протяжении уже более ста лет.
Тема великой борьбы, которую Церковь Адвентистов Седьмого Дня (АСД), основываясь на духовном наследии Эллен Уайт, считает «идейным ключом» к пониманию Божественного плана спасения, имеет библейское основание. По утверждению Библии (Откр. глава 12) «Великая борьба» началась на небе в результате восстания Люцифера против Божественного правления вселенной, продолжается на протяжении всей истории земли и завершится после очищения земли от последствий греха и обновления земли — сотворения Новой земли (Откр. глава 21). Новозаветный пророк Иоанн изложил её драматично и остро: «И произошла на небе война: Михаил и Ангелы его воевали против дракона, и дракон и ангелы его воевали против них, но не устояли, и не нашлось уже для них места на небе» (Откр. 12:7 — 8). Это лаконичное и ёмкое описание темы великой борьбы было во всей полноте раскрыто в духовном наследии Эллен Уайт особым образом в книге «Великая борьба».

## История издания книги автором на английском языке
| Названия книги | Год издания |  |
| --- | ----------- |  |
| Spiritual Gifts, v. 1: The Great Controversy between Christ and His Angels, and Satan and His Angels                                          | 1858        |  |
| The Spirit of Prophecy, v. 4: The Great Controversy Between Christ and Satan From the Destruction of Jerusalem, to the End of the Controversy | 1884        |  |
| The Great Controversy Between Christ and Satan During the Christian Dispensation                                                              | 1888        |  |
| The Conflict of the Ages in the Christian Dispensation, v. 5: The Great Controversy Between Christ and Satan                                  | 1911        |  |

## Первое издание книги «Великая борьба» было в 1858 году
Первое издание книги Э. Уайт «Великая борьба» было в 1858 году. Позже она неоднократно переиздавалась и дополнялась автором. «Великую борьбу» сама Эллен Уайт ценила «выше серебра и золота» (Литературный евангелизм, 128). При рассмотрении темы «великой борьбы» невольно возникает вопрос, когда родилась эта тема в трудах Елены Уайт. Оглядываясь в прошлое, мы обнаруживаем, что уже в первом видении декабря 1844 г. дается как бы установка этой грандиозной теме. В этом видении был показан путь борьбы христиан, — путь, предполагающий принципиальный выбор: следовать свету, исходившему от Христа или отвернуться от него и «оказаться в кромешной тьме, оступиться и потерять из виду направление» (Свидетельства для Церкви, т. 1, с. 59).

## Написание книги
Мотивом к написанию книги, по словам автора, явилось её видение, которое было получено Э. Уайт в возрасте тридцати лет в 1858 году во время посещения Эллен и Джеймсом Уайт общины в Ловетт Гроу, США.
На протяжении предыдущих лет, по словам Э. Уайт, ей раскрывалась различные аспекты темы великой борьбы. Так, 18 ноября 1848 г. она получила видение о важности Трёхангельской вести, как последней и решающей вести в заключительный период великой борьбы и о том, что это видение необходимо опубликовать, чтобы оно стало известным современникам. Месяц спустя, 16 декабря 1848 г. ей было дано очередное видение, о котором она писала: «Господь дал мне видение о колебании небесных сил…» (Ранние произведения, 41). Через три недели она конкретизирует увиденное: «5 января [в субботу] 1849 года… Я была восхищена в видении к Святому святых, где увидела Иисуса, ходатайствующего за Израиль» (Ранние произведения, 37). О своем видении Эллен Уайт писала: «В видении в Ловетт Гроу мне была повторно показана большая часть материала о теме великой борьбы, который я видела 10 лет назад и было сказано, что я должна его записать» (Spiritual Gifts, 2, 270). Очевидно, что видение 1858 года можно рассматривать как обобщающее.
Книга «Великая борьба» стала первой книгой, изданной издательством «Ревью энд Геральд» в 1858 году. Получив видение о великой борьбе, Э. Уайт сразу же взялась за перо и стала писать. Выступая перед делегатами конференции церкви Адвентистов в мае 1858 г., Э. Уайт рассказала о своей работе над новой книгой. В журнале «Ревью энд Геральд» об этом было сказано так: «После обеда сестра Уайт рассказала собравшимся о важной теме: о падении сатаны, плане спасения и великой борьбе между Христом и Его ангелами и сатаной и его ангелами… Когда нам стал известен ход великой борьбы, как можно медлить с решением, на чью сторону встать?» («Ревью энд Геральд», 27 мая 1858 г.).
В сентябре 1858 г. книга была издана под длинным названием: «Великая борьба между Христом и Его ангелами и сатаной и его ангелами». Она вошла в четырёхтомник «Spiritual Gifts» («Духовные дары»). Сегодня текст первого издания книги можно найти в книге «Ранние произведения»

## Переиздание книги «Великая борьба» в 1884 году
Спустя около двадцати шести лет Эллен Уайт решила переиздать книгу. Причиной послужило получение большого количества различной новой информации. В частности, различной исторической информации. По словам Эллен Уайт она в течение этого времени получила различные видения, в которых раскрывалась тема великой борьбы. Также в течение этого периода она прочитала много исторической литературы, что помогло ей более полно описать исторический раздел книги, особенно о Реформации.

## Переиздание книги «Великая борьба» в 1888 году
Э. Уайт находилась в Европе 1885—1887 гг. По словам Эллен Уайт, тогда ей были открыты Божьи намерения в отношении книги «Великая борьба», о том, что эта книга должна быть переиздана и в книге должны более полно описываться исторические события. Поэтому, на протяжении времени своего служения в Европе (1885—1887 гг.), она готовила материал для нового издания этой книги. Посетив места, связанные с Реформацией и жизнью вальденсов, она пришла к убеждению, что Господь привел её сюда и указал на их важность, чтобы она могла включить их в книгу «Великая борьба». По сравнению с предыдущим, вторым, в этом новом издании более полно описаны эти важные события. К примеру, если издание 1884 года описанию жизни и служения Гуса и Иеронима посвящало три страницы, то в издании 1888 года отведено 23 страницы; были добавлены ряд глав, описывающих Французскую революцию, Нидерланды и Скандинавию; другие — расширены; было также внесено множество ссылок на используемую литературу. В третье издание также было помещено приложение и 26 страниц иллюстраций. Большое значение имеет, помещённое Эллен Уайт, предисловие к третьему изданию. В нём она описала природу откровения и боговдохновения. По сей день это её лучшее изложение данной темы.

## Переиздание книги «Великая борьба» в 1911 году
Поскольку третье издание книги 1888 года печаталось многочисленными тиражами, к 1907 году типографические пластины в Тихоокеанском издательстве сильно износились. Перед изготовлением новых пластин Эллен Уайт приняла предложение редакторов издательства провести правку и коррекцию всей книги. Этот процесс третьего переиздания книги не был таким трудоемким, как при её переиздании в 1884 и 1888 годах. Теперь объём книги и её редакция, практически, осталась без изменения. В этом процессе были выверены ссылки на Библейские тексты, различные источники и некоторые
исторические данные, книга ещё раз была отредактирована и проведена более тщательная коррекция. В июле 1911 года книга печаталась в двух издательствах: «Review and Herald» и «Pacific Press». Этим исправленным третьим изданием книги 1911 года Церковь АСД пользуется по сей день.
К 1983 г. книга была переведена на 43 языка.
Английское издание содержит 218 стр., русский перевод — 268 стр.
В Советском Союзе русский перевод книги распространялся среди верующих в виде машинописных (сделанных, то есть напечатанных и переплетенных самими верующими) копий либо имелись оставшиеся от дореволюционных времён экземпляры книги.
В настоящее время книга неоднократно печаталась в России и странах СНГ издательствами, принадлежащими церкви Адвентистов седьмого дня.